# Dyspnée
 Mise en garde médicale
La dyspnée est une gêne respiratoire ressentie par le patient.
Elle doit être distinguée d'une détresse respiratoire ou d'une insuffisance respiratoire dont elle n'est pas forcément synonyme.
On distingue plusieurs types de dyspnées avec 3 caractéristiques principales : 
- la difficulté à inspirer de l'air (ou faire entrer de l'air dans ses poumons), ou dyspnée inspiratoire ;
- et la difficulté à expirer de l'air (ou faire sortir de l'air de ses poumons), ou dyspnée expiratoire ;
- la dyspnée aux 2 temps, inspiratoire et expiratoire.

Cette difficulté à respirer comporte une composante subjective, représentée par la gêne éprouvée par le patient, et une composante objective.

## Signes cliniques aperçus
- Une respiration trop lente (bradypnée) ou trop rapide (tachypnée).
- Des signes de lutte respiratoire, non obligatoire, sont plutôt évocateurs d'une détresse respiratoire que d'une dyspnée simple, par mise en œuvre des muscles respiratoires accessoires non utilisés habituellement :
  - un tirage respiratoire, qui peut être sus-sternal ou intercostal ;
  - la respiration thoraco-abdominale ;
  - respiration à lèvres pincées, appelé frein expiratoire ;
  - chez l'enfant :
    - le battement des ailes du nez,
    - le grunting, bruit caractéristique ressemblant au ronronnement d'un chat et témoin d'un épuisement respiratoire.
- Un sifflement respiratoire (sibilants, wheezing).

## Différents types de dyspnée
L'analyse des différents types de dyspnée dépend de l'allongement du temps respiratoire impliqué.

### Dyspnée expiratoire
On observe un allongement de la durée de l'expiration (normalement d'une durée du double de l'inspiration).
Elle est le signe d'une atteinte plutôt des voies aériennes basses ou des poumons.
- L'asthme ou la bronchopneumopathie chronique obstructive (BPCO) provoque typiquement une dyspnée expiratoire avec frein expiratoire, sibilants et respiration à lèvre pincée.

### Dyspnée inspiratoire
Le cornage (à ne pas confondre avec le stridor) est le signe de la dyspnée inspiratoire, bruit caractéristique produit à l'inspiration ressemblant à un souffle dans une corne 
Il traduit une obstruction des voies aériennes hautes (larynx).
Il peut être accompagné de signe de lutte.
- La dyspnée inspiratoire se rencontre :
  - en présence de corps étrangers dans les voies respiratoires supérieurs (inhalation de corps étranger) ;
  - lors des infections laryngées telles que laryngites aiguës ou l'épiglottite ;
  - lors des néoplasies ORL notamment laryngées.

### Dyspnée aux 2 temps
Elle représente une gêne à l'inspiration et l'expiration, et traduit une obstruction au niveau de la trachée.
On la retrouve dans l'inhalation de corps étrangers bloqués au niveau trachéal ou lors de compressions de la trachée (intrinsèque par néoplasie ORL ou extrinsèque par compression externe par l'œsophage).

### Dyspnée de Kussmaul
La dyspnée de Kussmaul est un type de dyspnée particulière rencontrée lors des problèmes métaboliques, notamment l'acido-cétose diabétique.
Elle présente une respiration d'amplitude grandissante jusqu'à une pause respiratoire plus ou moins prolongée, puis la reprise successive de phases identiques.

### Dyspnée de Cheyne-Stokes
Respiration cyclique, avec mouvements respiratoires dont l'amplitude et la fréquence augmentent progressivement, puis décroissent jusqu'à une pause respiratoire. Observée classiquement au cours de l'acidose urémique et certains comas neurologiques,.

## Causes
Les circonstances d'apparition de la dyspnée permettent une orientation diagnostique. Soit elle s'installe très rapidement (c'est une dyspnée aiguë), soit elle existe depuis longtemps (c'est une dyspnée chronique).
Toute pathologie de l'appareil respiratoire ou cardiaque peut donner une sensation de dyspnée, mais également les problèmes métaboliques (acidose métabolique), neurologique (par atteinte des centres commandant la respiration), l'anémie (par diminution de l'apport d'oxygène aux cellules par diminution du nombre de globules rouges transportant cet oxygène).
Les causes psychogènes de dyspnée restent un diagnostic d'élimination après avoir éliminé les autres causes.

### Dyspnée aiguë
- Embolie pulmonaire
- Œdème aigu du poumon (OAP)
- Pneumothorax
- Exacerbation d'asthme
- Pneumonie
- Corps étranger
- Laryngite
- Traumatisme thoracique
- Bronchite aiguë

### Dyspnée chronique

#### Maladies cardiaques
- L'essoufflement est un symptôme fréquent chez de nombreuses personnes atteintes d'insuffisance cardiaque.
- Péricardite

#### Maladies respiratoires
- Pneumonie
- Covid19
- Mucoviscidose
- Bronchite chronique
- Hypertension artérielle pulmonaire
- Fibrose pulmonaire
- Atélectasie
- Asthme
- Dilatation des bronches
- Bronchopneumopathie chronique obstructive
- Sténose trachéale

#### Divers
- Hyperthyroïdie
- Troubles de la cage thoracique, par exemple cyphose, lésions d'une côte
- Troubles des organes adjacents (pouvant rendre douloureux le mouvement respiratoire)
- Troubles du système nerveux (accident vasculaire cérébral)
- La dyspnée peut être un symptôme du syndrome d'activation mastocytaire[4],[5].
- Troubles dus à des médicaments ou à des toxines
- Hernie hiatale, dont la dyspnée est l'un des symptômes
- Symptômes d'apnée du sommeil (SAS)
- Pectus excavatum
- Tabagisme

## Mesure de la dyspnée
Il existe deux façons reconnues d'évaluer la dyspnée : l'échelle de la New York Heart Association (utilisée pour le suivi de la dyspnée de l'insuffisance cardiaque), et celle du British Medical Council.

### Échelle de la NYHA
- NYHA 1 = Asymptomatique
- NYHA 2 = Limitation minime de la capacité d'effort : un effort inhabituel provoque la dyspnée.
- NYHA 3 = Limitation évidente de la capacité d'effort : la dyspnée est provoquée au moindre effort.
- NYHA 4 = Le patient est dyspnéique au repos.

### Échelle du BMC
- BMC 1 = Le patient est essoufflé à l'effort intense.
- BMC 2 = Il est essoufflé lorsqu'il marche vite ou sur une pente légère.
- BMC 3 = Il marche plus lentement que les individus de son âge ou arrête pour reprendre son souffle lorsqu'il marche sur une surface plane.
- BMC 4 = Il arrête pour reprendre son souffle après avoir marché 100 m.
- BMC 5 = Trop essoufflé pour quitter la maison ou s'essouffle lorsqu'il s'habille, prend sa douche, etc.

## Autres dysfonctionnements de la respiration
- polypnée, respiration trop rapide (fréquence respiratoire supérieure à 15-20 par minute), avec un volume courant inférieur à la normale (500 mL)
- tachypnée : respiration trop rapide, mais avec un volume courant normal.
- bradypnée, respiration insuffisante, trop lente.
- orthopnée, ou dyspnée de décubitus, respiration difficile en position allongée et facilitée en position assise ou debout, retrouvée fréquemment dans les cas d'insuffisance cardiaque gauche et d'œdème aigu du poumon.
- platypnée, dyspnée en position assise ou debout
- dyspnée paroxysmale nocturne, dyspnée au cours du sommeil.